# Garčin
Garčin (srbsky Гарчин, maďarsky Garcsin) je vesnice a správní středisko stejnojmenné opčiny v Chorvatsku v Brodsko-posávské župě. Nachází se blízko hranic s Bosnou a Hercegovinou, asi 10 km jihovýchodně od Slavonského Brodu. V roce 2011 žilo v Garčinu 911 obyvatel, v celé opčině pak 4 086 obyvatel.
Součástí opčiny je celkem osm trvale obydlených vesnic. Garčin je střediskem opčiny, ale je až druhou největší vesnicí; o jednoho obyvatele více žije ve vesnici Zadubravlje.
- Bicko Selo – 517 obyvatel
- Garčin – 911 obyvatel
- Klokočevik – 607 obyvatel
- Sapci – 504 obyvatel
- Selna – 308 obyvatel
- Trnjani – 786 obyvatel
- Vrhovina – 261 obyvatel
- Zadubravlje – 912 obyvatel

Opčinou procházejí župní silnice Ž4187, Ž4188, Ž4202, Ž4212 a Ž4216, jižně prochází dálnice A3. Opčinou protékají řeky Brezna a Biđ. Garčin je napojen na železniční síť.